# Guillaume-Louis du Tillet
Pour les autres membres de la famille, voir Famille du Tillet.
Guillaume-Louis du Tillet (21 janvier 1730, château de Montramé - 22 décembre 1794, château de Blunay-lès-Melz) est un prélat français, dernier évêque d'Orange et député du clergé aux États généraux de 1789.

## Biographie
D'une vieille famille de magistrats, il est le fils de Charles-Claude, marquis du Tillet, vicomte de la Malmaison, brigadier des armées du roi, et de Marguerite de Cœuret de Nesle (dont une sœur épousa Charles César Flahaut de La Billarderie et une autre François Testu de Balincourt). Il est l'oncle de Charles-Louis-Alphonse du Tillet.
Guillaume-Louis fait ses humanités chez les Génovéfains de Provins, et sa théologie chez les Oratoriens du séminaire Saint-Magloire à Paris, puis, licencié en Sorbonne en 1754, est pourvu du riche prieuré de Tornac. Prieur commendataire, il passe de longs séjours à Tornac et, lors de ceux-ci, distribue une grande partie des revenus de son prieuré aux pauvres, catholiques et protestants de la région.
Grand-vicaire du diocèse de Châlons, doyen de l'église collégiale Saint-Quiriace de Provins en 1771, il est nommé évêque d'Orange le 24 mai 1774 : ce fut le premier évêque nommé par Louis XVI. Tout dévoué à son diocèse et très charitable, il refuse les évêchés du Mans et de Grenoble.
Élu, le 28 mars 1789, député du clergé aux États généraux par la principauté d'Orange, il s'y montre très réservé, et donne sa démission le 29 octobre 1789, en faveur de l'abbé de Poulle, prévôt de son chapitre. Il lui en coûte de quitter son diocèse, il dut se retirer dans sa terre de Blunay en septembre 1790 ; de là, il fait don à la ville d'Orange des arrérages de son traitement.

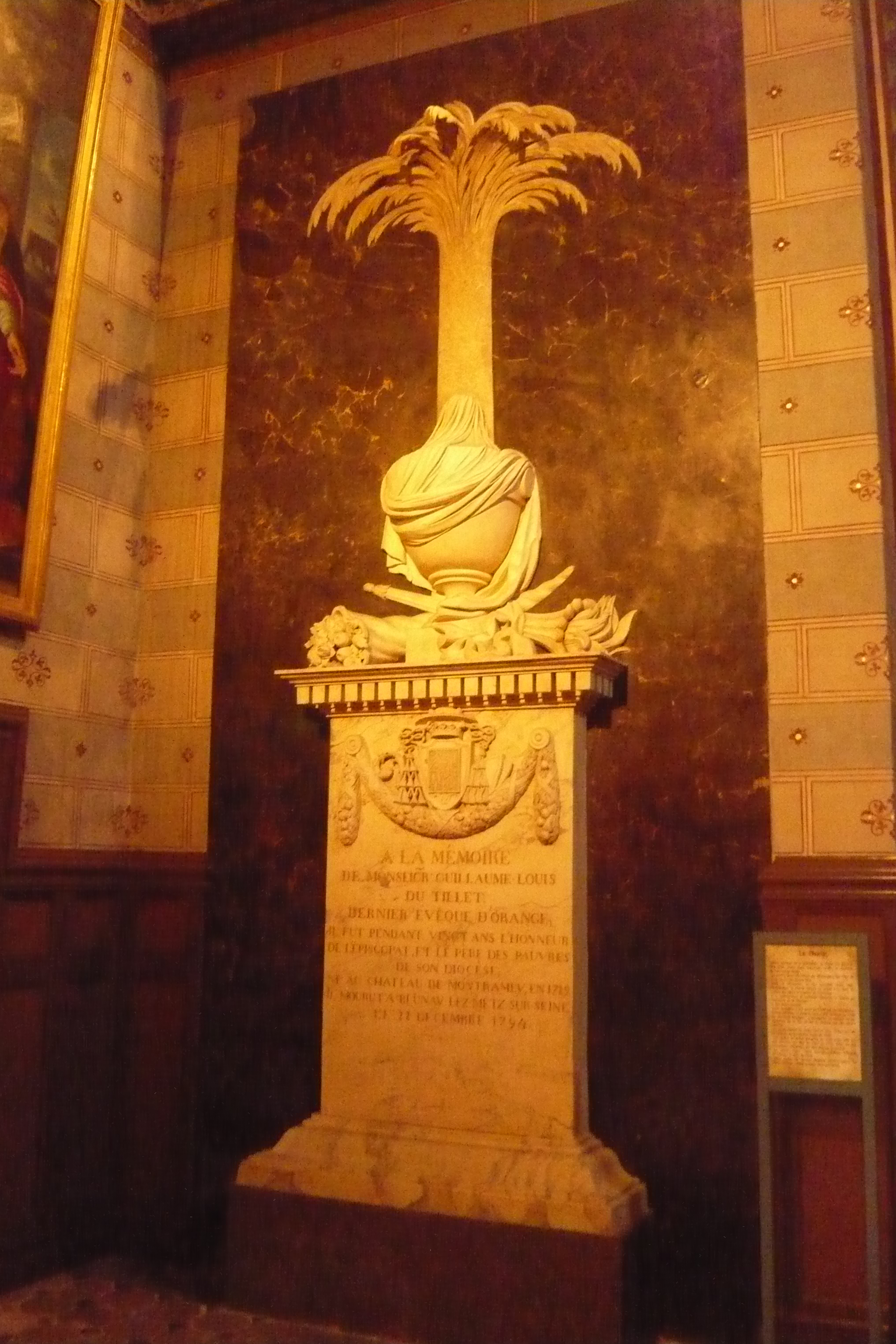
Monument à Mgr du Tillet en la cathédrale Notre-Dame-de-Nazareth d'Orange.

Lorsqu'il apprit l'exécution de Louis XVI, il s'effondra et récita un De Profundis pour l'âme du roi. Il ne peut se décider à gagner la Suisse, est arrêté le 9 octobre 1793 et enfermé dans la prison de Provins. Plusieurs dizaines de personnes vinrent déposer au bout de quelques jours une pétition réclamant la libération de l'ancien évêque, mais le représentant en mission en rejeta la demande. Transféré à Melun, puis à Fontainebleau, ramené à Provins, il est atteint d'une ophtalmie assez grave, et demanda à être conduit dans un hôpital ou dans son château de Blunay : il est remis en liberté la 27 septembre 1794, et mourut deux mois après.

### Sources
- Siméon Bonnel, Notice biographique sur Guillaume-Louis du Tillet, dernier évêque d'Orange, 1880.
- Jules Meritan, Louis Guillaume Du Tillet, dernier évêque d'Orange (1730-1794), 1936.
- « Guillaume-Louis du Tillet », dans Adolphe Robert et Gaston Cougny, Dictionnaire des parlementaires français, Edgar Bourloton, 1889-1891 [détail de l’édition].